# Luigi Rusca (letterato)
Luigi Rusca (Milano, 6 aprile 1894 – Merate, 9 agosto 1986) è stato un traduttore, scrittore, dirigente d'azienda e direttore editoriale italiano.

## Biografia
Appartenente ad una famiglia alto-borghese di imprenditori, studiò al Liceo Parini di Milano (dove ebbe per compagni Piero e Carlo Emilio Gadda). Nella Prima guerra mondiale fu in armi come ufficiale di complemento. Nel dopoguerra si laureò in lettere classiche all'Accademia scientifico-letteraria (poi Università Statale). 
Dal 1920 al 1927 fu redattore capo della rivista «Vie d'Italia». Nello stesso periodo collaborò al quindicinale antifascista milanese «Il Caffè», assieme a Riccardo Bauer, Mario Borsa, Tommaso Gallarati Scotti, Ferruccio Parri, Piero Jahier e Giovanni Mira.

Nel 1924 fu eletto vice-segretario generale del Touring Club Italiano, ma quattro anni dopo venne escluso dall'Associazione lombarda dei giornalisti per il suo rifiuto di iscriversi al Partito nazionale fascista. Fu quindi costretto a lasciare tutti gli incarichi pubblicistici. In queste circostanze Senatore Borletti, patron sia del Touring Club sia della Mondadori Editore, favorì l'assunzione di Rusca come condirettore generale della casa editrice milanese. 
Entrato alla Mondadori nel 1928, intuì il grande successo commerciale del genere giallo. Inoltre, fra il 1929 e il 1933 fondò in collaborazione con Enrico Piceni e Lorenzo Montano (pseudonimo di Danilo Lebrecht, suo amico e collaboratore), diverse collane poi divenute celebri, contraddistinte dai colori delle copertine: «I libri gialli», «I libri azzurri», «I libri neri», «I libri verdi». Nel 1933 inaugurò la collana «Medusa», dedicata ai capolavori della letteratura straniera.  
Alla Mondadori Rusca raggiunse la carica di direttore generale. Capace mediatore culturale, negli anni 1930 e 1940 ebbe un ruolo primario nella diffusione della cultura italiana in Svizzera attraverso la creazione di società editoriali per la diffusione del libro italiano nel Canton Ticino e a Zurigo («Messaggerie Librarie» e «Hélicon»).
Liberale antifascista, durante la Seconda guerra mondiale Luigi Rusca sostenne gli Alleati. Nel 1943 venne inviato al confino in Basilicata per antifascismo. Dopo la caduta di Mussolini riuscì a salire a Roma per gestire la filiale romana della Mondadori (settembre 1943). Tenente colonnello dell'esercito, dopo la liberazione di Roma (giugno 1944) fu nominato dagli Alleati commissario straordinario della Radio italiana e si dedicò nei mesi successivi a riorganizzare la disastrata Eiar, da lui ribattezzata Rai. La Radio Audizioni Italiane fu istituita con il decreto n. 457 del 26 ottobre 1944. Rusca nominò il primo direttore del Giornale radio, Corrado Alvaro, che entrò in servizio il 1º marzo 1945. Rusca terminò il suo incarico alla Rai il 20 aprile 1945, quando si insediò il primo consiglio d'amministrazione.
Dopo aver ripreso la sua attività al Touring Club (del quale rimase consigliere e vicepresidente fino al 1972), nel 1946 Rusca lasciò la Mondadori per divergenze con l'editore e passò al suo principale concorrente, la Rizzoli editore. Venne nominato direttore editoriale ed entrò nel consiglio d'amministrazione. Nel 1949, insieme a Paolo Lecaldano, suggerì ad Angelo Rizzoli di creare la «Biblioteca Universale Rizzoli». La collana ottenne un notevolissimo successo. Per alcuni titoli la tiratura raggiunse tra il gennaio del 1949 e il febbraio dell'anno dopo le 30 000 copie. Come curatore si occupò dei volumi Il breviario dei laici, I vangeli festivi, Pensieri di un laico, Il secondo breviario dei laici e Il terzo breviario dei laici. Per la «BUR» egli stesso tradusse dal latino, oltre ad alcuni classici cristiani dei primi secoli, le opere di Plinio il Giovane, di Valerio Massimo e, per la prima volta in italiano, di Aulo Gellio.
Luigi Rusca fu anche un grande benefattore del suo territorio, innanzitutto a sostegno dell'ospedale di Merate, di cui fu presidente per 29 anni (1946-1975). Per la realizzazione del padiglione di Radiologia donò 2 miliardi di lire. A Cernusco Lombardone cedette al Comune i terreni al centro del paese, dove poi sorsero gli edifici della scuola elementare e della biblioteca civica. 
Nel 1972 lasciò tutti gli incarichi attivi e si ritirò a vita privata. Morì all'ospedale di Merate il 9 agosto 1986, all'età di 92 anni.

## Traduzioni
- Tertulliano, Apologia del cristianesimo, Traduzione di Luigi Rusca, Milano, Rizzoli, 1956 («Biblioteca Universale Rizzoli», 975-976).
- Marco Minucio Felice, Ottavio. Contraddittorio fra un pagano e un cristiano, Traduzione di Luigi Rusca, Milano, Rizzoli, 1957 («Biblioteca Universale Rizzoli», 1179).
- Lattanzio, Così morirono i persecutori, Traduzione di Luigi Rusca, Milano, Rizzoli, 1957 («Biblioteca Universale Rizzoli», 1227).
- Plinio il Giovane, Lettere ai familiari, Traduzione e note di Luigi Rusca, Milano, Rizzoli, 1961 («Biblioteca Universale Rizzoli», 1683-1688).
- Plinio il Giovane, Carteggio con Traiano e Panegirico di Traiano, seguiti da un saggio sulle persecuzioni dei cristiani, Traduzione e note di Luigi Rusca, Milano, Rizzoli, 1963 («Biblioteca Universale Rizzoli», 1923-1927)[18].
- Aulo Gellio, Le notti attiche, Traduzione e note di Luigi Rusca, 2 voll., Milano, Rizzoli, 1968 («Biblioteca Universale Rizzoli», 2441-2444, 2445-2448).
- Valerio Massimo, Fatti e detti memorabili, Traduzione e note di Luigi Rusca, 2 voll., Milano, Rizzoli, 1972 («Biblioteca Universale Rizzoli», 2481-2483, 2484-2487).